# لويد كاتلر
لويد كاتلر (بالإنجليزية: Lloyd Cutler)‏ هو محامي أمريكي، ولد في 10 نوفمبر 1917 في نيويورك في الولايات المتحدة، وتوفي في 8 مايو 2005 في واشنطن العاصمة في الولايات المتحدة.

## وصلات خارجية
- لويد كاتلر على موقع إن إن دي بي (الإنجليزية)